# شهر باستانی دمشق
شهر باستانی دمشق پایتخت تاریخی سوریه، واقع در دمشق امروزی است. این شهر باستانی، یکی از قدیمی‌ترین شهرهایی است که به‌طور مداوم در آن سکونت گزارش شده‌است. در این منطقه باستانی، مکان‌های باستانی بیشماری از جمله برخی کلیساها و مساجد تاریخی وجود دارد. این شهر باستانی روزگاری مهمان فرهنگ‌هایی چون هلنیستی، رومی، بیزانس و اسلامی بوده‌است. در سال ۱۹۷۹، مرکز تاریخی این شهر که با دیوارهای دوران روم احاطه شده‌است، توسط یونسکو به عنوان میراث جهانی اعلام شد. در ژوئن ۲۰۱۳، یونسکو تمام مجموعه‌های سوریه را در فهرست میراث جهانی در خطر، قرار داد تا از خطراتی که در اثر جنگ داخلی سوریه تهدیدی برای آنها محسوب می‌شد، هشدار دهد.

## تاریخ
این شهر باستانی که در کرانه جنوبی رودخانه بارادا واقع شده‌است، در یک دیواره تاریخی به طول ۴٫۵ کیلومتر (۲٫۸ مایل) محصور شده بود این دیوار عمدتاً توسط رومی‌ها ساخته شده بود، سپس توسط ایوبیان و مملوکس تقویت شده‌است.

دمشق در طول تاریخ خود بخشی از ایالت‌های زیر بوده‌است:
| * ج ۲۵۰۰–۱۵ قرن قبل از میلاد، کنعان ites - قرن ۱۵ قبل از میلاد - اواخر قرن دوازدهم قبل از میلاد، پادشاهی جدید مصر - اواخر قرن دوازدهم قبل از میلاد - ۷۳۲ پیش از میلاد، آرام-دمشق - ۷۳۲ پیش از میلاد - ۶۰۹ پیش از میلاد، آشور - ۶۰۹ پیش از میلاد - ۵۳۹ پیش از میلاد، بابل - ۵۳۹ پیش از میلاد - ۳۳۲ پیش از میلاد، Persian امپراتوری هخامنشی - ۳۳۲ پیش از میلاد - ۳۲۳ قبل از میلاد، امپراتوری مقدونیه - ۳۲۳ پیش از میلاد - ۳۰۱ پیش از میلاد، سلسله آنتیگونید - ۳۰۱ پیش از میلاد - ۱۹۸ قبل از میلاد، پادشاهی بطلمیوس - ۱۹۸ پیش از میلاد - ۱۶۷ پیش از میلاد، امپراتوری سلوکی - ۱۶۷ پیش از میلاد - ۱۱۰ قبل از میلاد، Ituraea (نیمه مستقل از سلوکی‌ها) - ۱۱۰ پیش از میلاد - ۸۵ قبل از میلاد، دکوپولیس (نیمه مستقل از سلوکی‌ها) - ۸۵ سال قبل از میلاد - ۶۴ قبل از میلاد، نباتایی - ۶۴ سال قبل از میلاد - ۲۷ قبل از میلاد، جمهوری روم - ۲۷ سال قبل از میلاد - ۳۹۵ میلادی، امپراتوری روم - ۴۷۶–۶۰۸، امپراتوری بیزانس - ۶۰۸–۶۲۲، ایران ساسانی - ۶۲۲–۶۳۴، امپراتوری بیزانس (ترمیم) - ۵۲۹–۶۳۴، غسانیدان - ۶۳۴–۶۶۱، خلافت رشیدون - ۶۶۱–۷۵۰، خلافت اموی | * ۷۵۰–۸۸۵، خلافت عباسی - ۸۸۵–۹۰۵، Tulunids - ۹۰۵–۹۳۵، خلافت عباسی (ترمیم) - ۹۳۵–۹۶۹، Ikhshidids - ۹۷۰–۹۷۳، خلافت فاطمیون - ۹۷۳–۹۸۳، Qarmatians - ۹۸۳–۱۰۷۶، خلافت فاطمیون (ترمیم) - ۱۰۷۶–۱۱۰۴، امپراتوری سلجوقی - ۱۱۰۴–۱۱۵۴، سلسله بورید - ۱۱۵۴–۱۱۷۴، Zengids - ۱۱۷۴–۱۲۶۰، ایوبیدها - ۱۲۶۰ مارس - آگوست، امپراطوری مغول - ۱۲۶۰–۱۵۲۱، مملوک سلطانیت - ۱۵۱۶–۱۹۱۸، امپراتوری عثمانی - ۱۹۱۸–۱۹۲۰، اداره اشغال دشمن منطقه - ۱۹۲۰ مارس - ژوئیه، پادشاهی عرب سوریه - ۱۹۲۰–۱۹۲۴، ایالت دمشق تحت نظر فرانسوی - ۱۹۲۴–۱۹۴۶، موافقت فرانسه فرانسه - ۱۹۴۶–۱۹۵۸، جمهوری سوریه - ۱۹۵۸–۱۹۶۰، جمهوری عربی - ۱۹۶۰ - حال، جمهوری عربی سوریه |

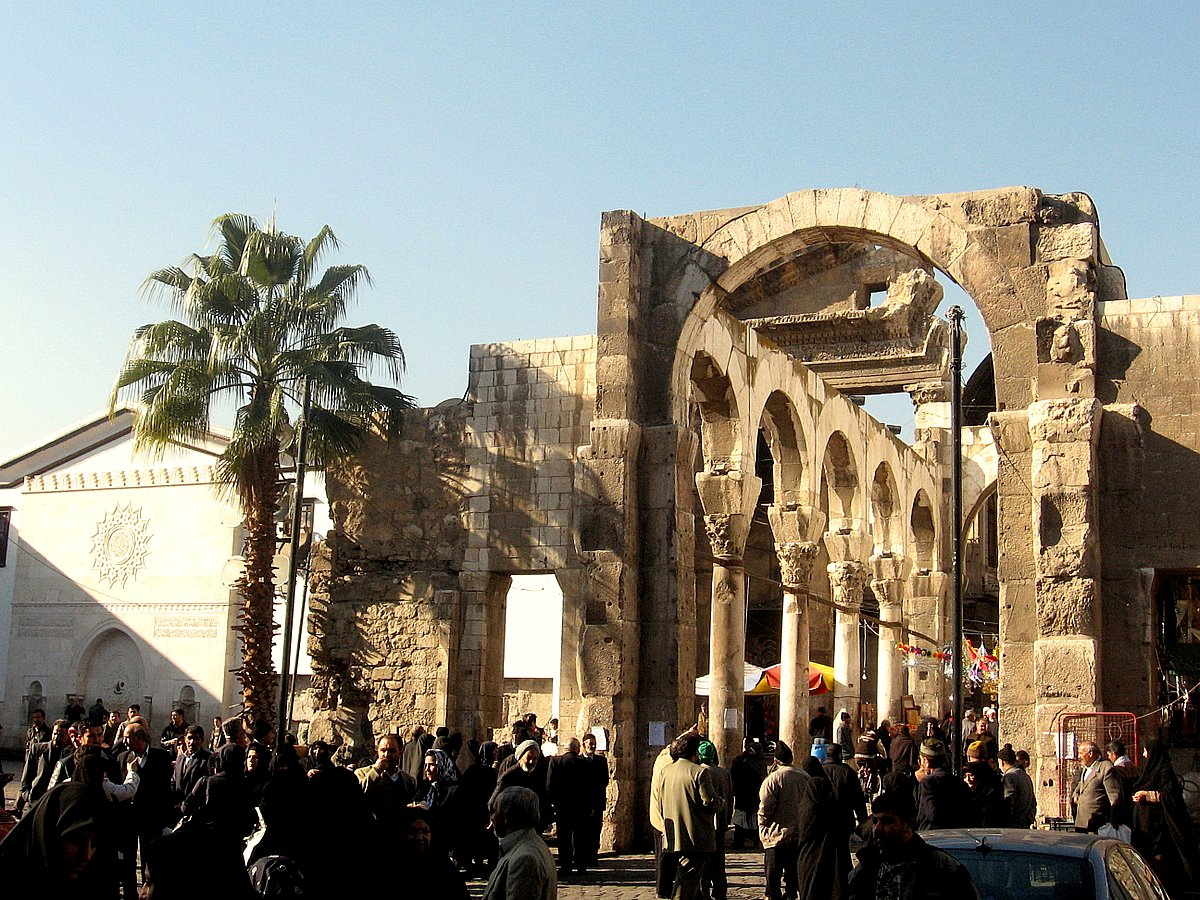
ویرانه‌های معبد مشتری در ورودی الحمدیه سوق

## مناظر اصلی
دمشق دارای مکانهای تاریخی زیادی است که قدمت آنها به دوره‌های مختلف تاریخ شهر بازمی‌گردد. از آنجا که این شهر با هر شغل عبوری ساخته شده‌است، کاوش کردن کلیه ویرانه‌های دمشق که تا ۲٫۴ متر (۸ فوت) پایین‌تر از سطح شهر جدید واقع شده، تقریباً غیرممکن شده‌است. ارگ دمشق در گوشه شمال غربی شهر قدیمی واقع شده‌است.

## حفظ شهر باستانی
به دلیل کاهش سریع جمعیت قدیمی دمشق (بین سالهای ۱۹۹۵ تا ۲۰۰۹ حدود ۳۰٬۰۰۰ نفر برای اسکان در شهر جدید از شهر قدیمی بیرون رفتند)، تعداد فزاینده ای از ساختمانها رها شده و در حال نابودی هستند. در مارس ۲۰۰۷، دولت محلی اعلام کرد که به عنوان بخشی از یک طرح بازسازی، ساختمانهای شهر قدیمی را در امتداد ۱۴۰۰ متر (۴۶۰۰ فوت) از دیوارهای سطح محاصره ویران می‌کند. این عوامل منجر به قرار گرفتن شهر قدیمی توسط صندوق جهانی آثار تاریخی در لیست مجموعه‌های در معرض خطر قرار گیرد.

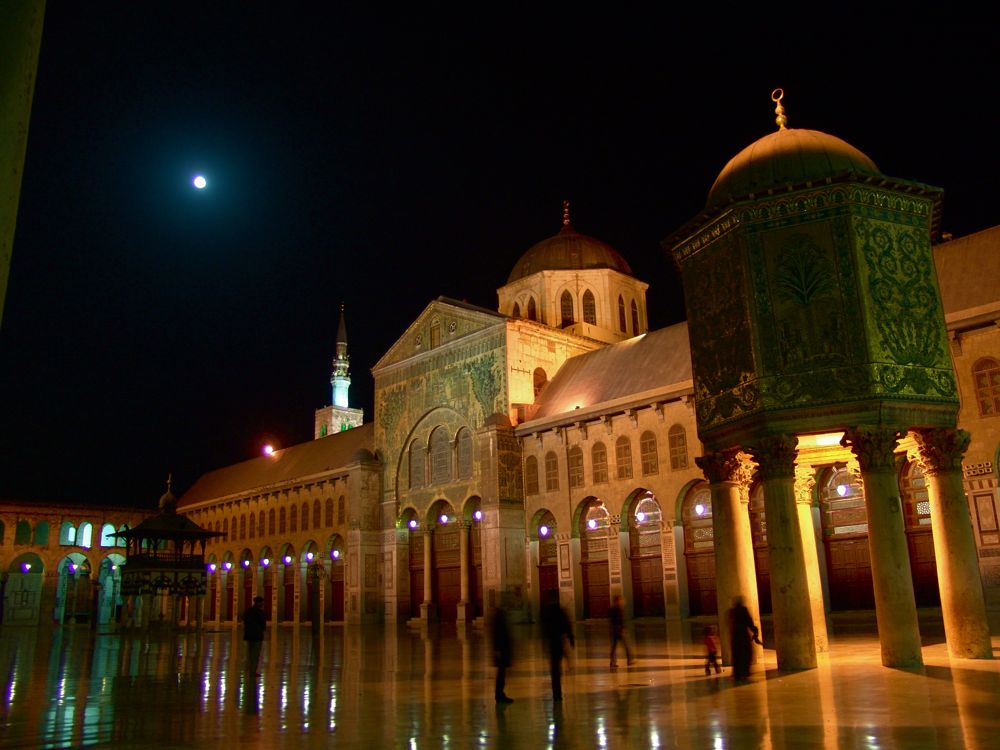
مسجد بنی امیه

### وضعیت فعلی دمشق قدیمی
علیرغم توصیه‌های مرکز میراث جهانی یونسکو: سوق العتیق (بازار قدیم)، منطقه حفاظت شده بافر، در سه روز در نوامبر ۲۰۰۶ نابود شد. خیابان King Faysal، یک منطقه صنایع دستی سنتی در یک منطقه بافر محافظت شده در نزدیکی دیوارهای قدیمی دمشق بین ارگ و باب توما، توسط یک بزرگراه پیشنهادی تهدید شده‌است. در سال ۲۰۰۷، شهر قدیمی دمشق و به ویژه ولسوالی باب توما توسط صندوق جهانی آثار به عنوان یکی از مکانهای در معرض خطر در جهان شناخته شده‌است. در اکتبر ۲۰۱۰، صندوق میراث جهانی، دمشق را یکی از ۱۲ مکان میراث فرهنگی که بیشتر «در آستانه» از بین رفتن و تخریب جبران ناپذیر است، نامگذاری کرد.